# Vilhelmo (nombre)
Vilhelmo es un nombre propio masculino en idioma esperanto. Su equivalente en español es Guillermo.
Diminutivo en esperanto: Vilĉjo.

## Origen
Siendo el esperanto una lengua planificada creada en el año 1887, el nombre Vilhelmo es también por consiguiente relativamente nuevo y se trata de una traducción o esperantización, para lo cual se tomó como base el nombre original Wilhelm, originario del alto alemán antiguo y se le aplicó la regla número 15 de las 16 reglas del esperanto la cual dice:
15- La tiel nomataj vortoj “fremdaj”, t.e. tiuj, kiujn la plimulto de la lingvoj prenis el unu fremda fonto, estas uzataj en la lingvo internacia sen ŝanĝo, ricevante nur la ortografion kaj la gramatikajn finiĝojn de tiu ĉi lingvo. Tia estas la regulo koncerne la bazajn vortojn, sed ĉe diversaj vortoj de unu radiko estas pli bone uzi senŝanĝe nur la vorton bazan kaj formi la ceterajn derivaĵojn el tiu ĉi lasta laŭ la reguloj de la lingvo internacia.
15- Las palabras "extranjeras", o sea las que la mayoría de las lenguas han sacado de un mismo origen, no sufren alteración al pasar al Esperanto, pero adoptan su ortografía y sus terminaciones. Sin embargo, de las distintas palabras derivadas de una misma raíz, es preferible emplear inalterada solamente la palabra fundamental, y formar las demás según las reglas del Esperanto.
De esta manera, se hizo una transcripción fonética del mismo al idioma esperanto, agregándole la terminación "-o", debido a que todos los sustantivos terminan en esperanto con la letra "o".

## Etimología
El nombre Wilhelm, del cual deriva Vilhelmo se compone del vocablo willio del alto alemán antiguo o Wille del alemán, que significan: voluntad y del vocablo Helm que tanto en alto alemán antiguo como en alemán significan casco o yelmo.

## Personajes históricos y contemporáneos con el mismo nombre
Dentro del movimiento esperantista hay distintas corrientes con distintas opiniones acerca de la esperantización o traducción de los nombres propios al esperanto y en qué caso es o no válido hacerlo. Sin embargo, casi todos coinciden en que es válido en cuanto se utilice el parámetro de que se trate de personájes históricos, contemporáneos o ficticios, cuyo nombre se acostumbre en la práctica a traducir a los distintos Idiomas locales o nacionales.
Como ejemplo de personajes históricos cuyo nombre se acostumbra traducir se puede citar a Guillermo I de Alemania (en esperanto Vilhelmo la 1-a), cuyo nombre original en alemán es Wilhelm Friedrich Ludwig von Preußen, pero que en los distintos libros de historia en español se lo nombra como Guillermo I.
A Wilhelm Tell (en Esperanto Vilhelmo Telo) , personaje legendario de la independencia Suiza, también se lo suele conocer en el mundo hispanohablante simplemente como Guillermo Tell a pesar de que su nombre original es en alemán.
Siguiendo la misma regla y sólo por mencionar algunos ejemplos, otros personajes cuyo nombre se traduce al esperanto dentro del contexto de la comunidad esperantohablante son:
- Vilhelmo de Tiro
- Vilhelmo ŜEKSPIRO
- Vilhelmo la 1-a (Anglio)
- Vilhelmo de Okhamo
- princo Vilhelmo
- Vilhelmo-Aleksandro de Nederlando

Por otro lado, se da también la situación de quienes voluntariamente han decidido adoptar, ya sea en forma oficial o no oficial, la versión en esperanto de su nombre de nacimiento. Tal es el caso del esperantista, autor y traductor alemán Vilhelmo Lutermano (nacido como Johann Heinrich Friedrich Wilhelm Luttermann), quien adoptó su nombre en esperanto como seudónimo o nombre artístico.